# Nacionalisme ètnic
El nacionalisme ètnic, també conegut com a etnonacionalisme, és una forma de nacionalisme en què la nació i la nacionalitat es defineixen en termes d'⁣ètnia, amb èmfasi en un enfocament etnocèntric (i en alguns casos etnocràtic) de diverses qüestions polítiques relacionades amb l'afirmació nacional d'un grup ètnic concret.
El principi central dels nacionalistes ètnics és que "les nacions es defineixen per una herència compartida, que normalment inclou una llengua comuna, una fe comuna i una ascendència ètnica comuna⁣". Es pot aplicar a minories nacionals dins d'estats nació, o a estats nació en construcció/expansió. En els casos més extrems dins els estats nació, els ciutadans d'altres ètnies poden ser classificats com a ciutadans de segona classe.
L'⁣Imperi Otomà i els Estats Units són exemples d'estats poliètnics en què la nació es defineix pel seu territori geogràfic. El teòric Anthony D. Smith utilitza el terme "nacionalisme ètnic" en aquest sentit. Els estudiosos de la diàspora amplien el concepte de "nació" a les comunitats de la diàspora. Els termes "etnonació" i "etnonacionalisme" s'utilitzen de vegades per descriure un col·lectiu conceptual d'ètnies disperses. Definir una ètnia àmpliament pot portar al fet que el nacionalisme ètnic es converteixi en una forma de pannacionalisme o macronacionalisme, com en casos com el pangermanisme o el paneslavisme.
En la literatura erudita, el nacionalisme ètnic sol contrastar amb el nacionalisme cívic.

## Història
El nacionalisme ètnic va aparèixer a Alemanya al tombant dels segles XVIII-XIX, quan el país estava fragmentat. Es basava en la idea d'unitat cultural de tots els alemanys, independentment de la nacionalitat. El concepte va ser bastit teòricament pel pastor Johann Gottfried von Herder, que va ser el primer a atribuir trets individuals a la cultura, si bé no des d'una perspectiva racista.
La base del nacionalisme alemany era una idea holística d'una població que està unida per una llengua i una cultura comunes i que representa una mena d'organisme únic, dotat d'una espiritualitat comuna i d'una estructura mental comuna, que la distingeix de la mateixa. característiques d'altres pobles. L'espiritualitat es transmet de generació en generació, és a dir, suposadament s'hereta biològicament i connecta un poble amb un cert aspecte físic. Aquesta connexió determina la major profunditat i continuïtat de la història del poble, que permet buscar-ne les arrels en un passat llunyà. Hi ha una idea molt estesa que va ser en un passat llunyà quan el poble posseïa una puresa cultural i biològica prístina.
Tenint un “esperit” comú, el poble també ha de tenir interessos comuns i compartir una mateixa ideologia. El nacionalisme ètnic radical (nacionalisme integral) reconeix la divisió de la societat en grups o classes socials, però els considera categories funcionals que treballen per una causa comuna. Es considera que l'organització política ideal és un únic estat nacional amb un partit i un líder, que hauria d'eliminar la lluita de classes. Un exemple són els anomenats Cent negres rusos. Posteriorment, en el nazisme, aquesta idea s'expressa en l'eslògan: «Un poble, un partit, un Cabdill», conceptes que també empra el feixisme (el Duce a Itàlia, i el Caudillo a Espanya).

## Desenvolupament conceptual
L'estudi de l'etnonacionalisme va sorgir a principis del segle XX en el període d'entreguerres entre la Primera Guerra Mundial i la Segona Guerra Mundial, amb el "redibuixament del mapa polític d'Europa en part seguint línies ètniques i nacionals segons un proclamat "dret dels pobles" a l'autodeterminació i l'auge de les ideologies etnocèntriques feixistes (inclòs el nazisme).
Durant la Guerra Freda, el moviment independentista iniciat a les antigues colònies europees d'Àsia i Àfrica va revitalitzar la investigació sobre les identitats ètniques, tribals i nacionals i les "dificultats polítiques" derivades de les seves interaccions amb l'estat territorial, mentre el col·lapse de la Unió Soviètica a les dècades de 1980 i 1990 i el "ressorgiment de les reivindicacions i els conflictes ètnics i nacionals posteriors" només van estimular encara més l'estudi de l'etnonacionalisme a finals del segle xx.
L'augment de la migració internacional com a funció de la globalització contemporània també ha donat lloc a moviments "etnonacionals", inclosos grups reaccionaris "nativistes" centrats en polítiques d'identitat excloent. Al món desenvolupat, aquestes tendències sovint han adquirit un caràcter explícitament xenòfob i racista, com es veu en l'exemple del "nacionalisme blanc" als Estats Units.

## Característiques
El principi polític central del nacionalisme ètnic és que els grups ètnics tenen dret a l'autodeterminació. El resultat d'aquest dret a l'autodeterminació pot variar, des de convocatòries d'òrgans administratius autoregulats dins d'una societat ja establerta, fins a una entitat autònoma separada d'aquesta societat, fins a la institució del federalisme ètnic dins d'una societat multiètnica, a establir un estat sobirà independent allunyat d'aquesta societat. En les relacions internacionals, també condueix a polítiques i moviments per l'irredentisme per reivindicar una nació comuna basada en l'ètnia, o per a l'establiment d'una estructura política etnocràtica (monoetnocràtica o polietnocràtica) en la qual l'aparell estatal està controlat per un grup ètnic nacionalista dominant políticament i militarment o per un grup de diversos grups ètnics nacionalistes des d'ètnies selectes fins a promoure els seus interessos, poder i recursos.
En la literatura erudita, el nacionalisme ètnic sol contrastar amb el nacionalisme cívic. El nacionalisme ètnic basa la pertinença a la nació en la descendència o l'herència, sovint articulada en termes de consanguinitat o parentiu, més que en la pertinença política. Per tant, els estats nacionals amb fortes tradicions de nacionalisme ètnic tendeixen a definir la nacionalitat o la ciutadania pel ius sanguinis (la llei de sang, descendència d'una persona d'aquesta nacionalitat), i els països amb fortes tradicions de nacionalisme cívic tendeixen a definir la nacionalitat o la ciutadania pel ius soli (la llei del sòl, naixement dins de l'estat nació). El nacionalisme ètnic es veu, per tant, com a exclusiu, mentre que el nacionalisme cívic tendeix a ser inclusiu. Llavors, més que la lleialtat als ideals cívics i tradicions culturals comuns, el nacionalisme ètnic tendeix a emfatitzar les narracions d'ascendència comuna.
Alguns tipus de nacionalisme ètnic estan fermament arrelats en la idea de l'ètnia com a característica heretada, per exemple el nacionalisme negre o el nacionalisme blanc, sovint el nacionalisme ètnic també es manifesta en l'⁣assimilació de grups ètnics minoritaris al grup dominant, com per exemple amb la italianització. Aquesta assimilació pot o no estar basada en una creença en algun ascendent comú amb grups assimilats (per exemple, amb la germanització a la Segona Guerra Mundial). Una versió extrema és el nacionalisme racial.
Les teories recents i les dades empíriques suggereixen que les persones mantenen creences dobles sobre la nacionalitat, de manera que es pot heretar biològicament en néixer i adquirir-se culturalment a la vida.

### Paper en la discriminació
El 2018, Tendayi Achiume, relator especial de l'ONU sobre el racisme, va publicar un informe del Consell de Drets Humans de l'ONU que afirma que "més del 75% de les poblacions sense estat conegudes del món pertanyen a grups minoritaris" i destaca el paper de l'etnonacionalisme en la privació internacional de drets de ciutadania. A l'informe, Achiume va tornar a afirmar que la llei internacional dels drets humans prohibeix que els ciutadans discriminin els no ciutadans per la seva raça, descendència, origen nacional o ètnic i també va afirmar que les lleis de ciutadania, nacionalitat i immigració que discriminen als no ciutadans. -els ciutadans són violacions del dret internacional. També va assenyalar el paper de les lleis que restringeixen els drets matrimonials respecte a determinats grups nacionals, religiosos, ètnics o racials, que va dir que eren "sovint desplegats pels estats per preservar les nocions de "puresa" nacional, ètnica i racial". Achiume va qualificar la política etnonacionalista com el "motor més evident de la discriminació racial en les lleis de ciutadania i immigració" i impulsada pels líders populistes que defineixen les nacions "en termes de vincles de sang i ètnia suposats".
Als segles XIX i XX, les potències colonials europees van utilitzar l'etnonacionalisme per justificar la prohibició de la ciutadania als súbdits colonials, i a Europa, els jueus i els gitanos estaven exclosos de la ciutadania pels mateixos motius. Avui dia, els migrants són un objectiu freqüent de la retòrica etnonacionalista relacionada amb la "puresa ètnica i la preservació religiosa, cultural o lingüística". Fins i tot països amb antecedents orgullosos d'immigració han caigut en la vilipendiament de "determinats grups racials, religiosos i nacionals" per motius perjudicials. Achiume va qualificar el cas dels musulmans rohingya d'"exemple esgarrifós", amb la Llei de ciutadania de Birmània de 1982 discriminant per raó de l'ètnia i convertint molts rohingya en apàtrides. La violació dels drets dels ciutadans britànics afrocaribenys de la "generació Windrush" és un exemple pertinent de prejudicis similars al món desenvolupat, però els estats de tot el món utilitzen la desinformació per retratar "determinats grups racials, nacionals i religiosos com a amenaces inherents a seguretat nacional" i justificar la privació o la denegació de drets.
Formes extremes de nacionalisme ètnic, com en el cas de Myanmar i la persecució dels rohingya per part del seu govern, s'han identificat com a causes de diversos genocidis i episodis de neteja ètnica. En el seu llibre de 2005 The Great Game of Genocide, l'historiador Donald Bloxham va argumentar que el genocidi armeni "representa una lògica clara del nacionalisme ètnic quan es porta al seu extrem absolut a les societats multinacionals".

## Exemples contemporanis

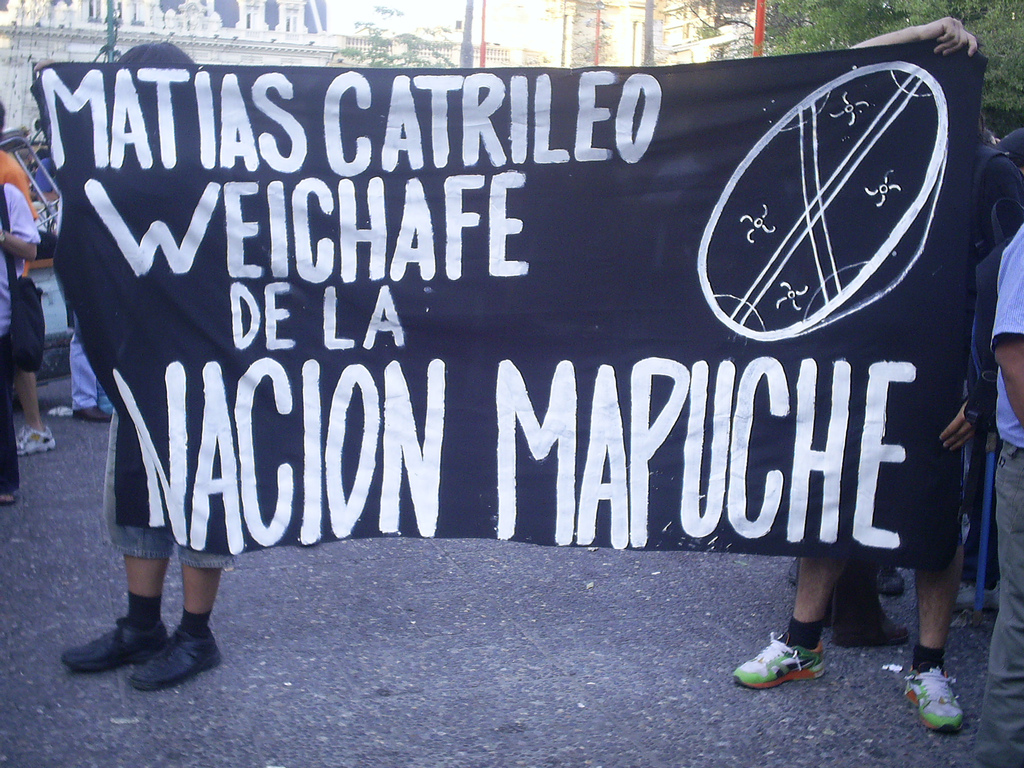
En el context del conflicte maputxe, la Coordinadora Arauco-Malleco (CAM) presenta una reivindicació estrictament etnonacionalista.

El nacionalisme ètnic està present a les polítiques d'immigració de molts estats en forma de lleis de repatriació. Armènia, Bòsnia i Hercegovina, Bulgària, Croàcia, Finlàndia, Alemanya, Hongria, Irlanda, Israel, Sèrbia i Turquia proporcionen la ciutadania automàtica o ràpida als membres de la diàspora del seu grup ètnic predominant, si ho desitja.:33

### Malàisia
A Malàisia, el principi de Bumiputera reconeix la «posició especial» dels malais prevista en la Constitució de Malàisia, en particular l'article 153. Tanmateix, la constitució no utilitza el terme bumiputra; només defineix "malais" i "pobles indígenes" (article 160(2)), "nadius" de Sarawak (161A(6)(a)), i "nadius" de Sabah (article 161A( 6) (b)). Algunes polítiques pro-Bumiputra existeixen com a acció afirmativa per a bumiputra, ja que la Nova Política Econòmica de Malàisia es basa en la raça, no en la privació. Per exemple, tots els Bumiputra, independentment de la seva posició financera, tenen dret a un descompte del 7% en cases o propietats, incloses les unitats de luxe, però els ingressos baixos que no són Bumiputra no reben aquesta assistència financera. Altres polítiques preferents inclouen quotes d'admissió a institucions educatives governamentals, qualificacions per a beques públiques, correcció d'exàmens d'universitats, classes especials abans dels exàmens de final de trimestre de la universitat, llocs de govern i propietat d'empreses. La majoria de les polítiques es van establir a la dècada de 1970. Moltes polítiques se centren a intentar aconseguir una participació de Bumiputra del capital corporatiu d'almenys el 30% del total. Ismail Abdul Rahman va proposar aquest objectiu després que el govern no pogués acordar un objectiu polític adequat.

### Estats Units
Des de les eleccions presidencials dels Estats Units de 2016, l'etnonacionalisme s'ha posat en primer pla de la consciència política nord-americana per la política d'identitat de Donald Trump al voltant del que significa ser un "vertader" nord-americà, la qual cosa ha fet que els ideals etnocèntrics es converteixin en "un robust predictor d'opció de votar per Trump" entre els blancs nord-americans.
Les dades dels Estudis electorals nacionals americans de 2016 (ANES) han revelat una associació positiva entre l'etnonacionalisme i les actituds antiimmigració entre els blancs nord-americans, l'oposició dels quals a la immigració "sovint es basa en els temors a l'amenaça que la immigració representa per a la robustesa de la identitat nacional dels Estats Units" que està modelat pel conjunt de creences sobre els trets dels "veritables" nord-americans.